# Дорелль, Жан-Филипп
Жан-Филипп Дорелль (фр. Jean-Philippe Daurelle, р.28 декабря 1963) — французский фехтовальщик-саблист, чемпион мира, призёр Олимпийских игр.

## Биография
Родился в 1963 году в Антони. В 1989 году стал обладателем бронзовой медали чемпионата мира. В 1992 году принял участие в Олимпийских играх в Барселоне, где стал обладателем бронзовой медали в командном первенстве и занял 9-е место в личном зачёте; в том же году стал серебряным призёром чемпионата Европы. В 1995 году вновь стал серебряным призёром чемпионата Европы. В 1996 году принял участие в Олимпийских играх в Атланте, где французские саблисты стали 5-ми в командном первенстве, а сам он занял 12-е место в личном зачёте. В 1997 году стал чемпионом мира. В 1998 году стал обладателем серебряной медали чемпионата мира и бронзовой медали чемпионата Европы. На чемпионате мира 1999 года стал обладателем золотой и бронзовой медалей.